# Machilus daozhenensis
Machilus daozhenensis är en lagerväxtart som beskrevs av Y.K. Li. Machilus daozhenensis ingår i släktet Machilus och familjen lagerväxter. Inga underarter finns listade i Catalogue of Life.